# Antonio Crameri

Bischofswappen von Antonio Crameri

Antonio Crameri SSC (* 4. Januar 1969 in Locarno, Kanton Tessin) ist ein Schweizer römisch-katholischer Ordensgeistlicher und Apostolischer Vikar von Esmeraldas in Ecuador.

## Leben
Antonio Crameri trat der Priestergesellschaft des hl. Giuseppe Benedetto Cottolengo in Turin bei und empfing am 8. Juni 1996 das Sakrament der Priesterweihe. Am Internationalen Institut für Theologie der Krankenpastoral Camillianum in Rom, das der Päpstlichen Fakultät Teresianum unterstellt ist, erwarb er ein Lizenziat im Fach Pastoraltheologie.
Anschließend war Antonio Crameri in der Kommunität seiner Ordensgemeinschaft in Pinerolo und in der Kommunität La Verbena, die sich der Begleitung von Drogenabhängigen widmet, tätig. Danach lehrte er am Priesterseminar Piccola Casa in Turin. 2002 wurde Crameri nach Ecuador entsandt und wurde Pfarrer der Pfarrei Santa Marianita im Apostolischen Vikariat Esmeraldas, Koordinator für die Katechese, Mitglied des Priesterrats sowie Verantwortlicher für die Ausbildung der Ständigen Diakone. Ab 2016 war er als Pfarrer der Pfarrei San Agustín im Erzbistum Portoviejo tätig.
Am 20. Dezember 2019 ernannte ihn Papst Franziskus zum Titularbischof von Apollonia und zum Weihbischof in Guayaquil. Der Erzbischof von Guayaquil, Luis Gerardo Cabrera Herrera OFM, spendete ihm am 29. Februar 2020 in der Kathedrale San Pedro in Guayaquil die Bischofsweihe; Mitkonsekratoren waren der Apostolische Nuntius in Ecuador, Erzbischof Andrés Carrascosa Coso, und der Apostolische Vikar von Esmeraldas, Eugenio Arellano Fernández MCCJ. Sein Wahlspruch Caritas Christi urget nos („Die Liebe Christi drängt uns“) stammt aus 2 Kor 5,14 .
Papst Franziskus bestellte ihn am 5. Juli 2021 zum Apostolischen Vikar von Esmeraldas. Die Amtseinführung erfolgte am 2. September desselben Jahres.